# Material de cambio de fase

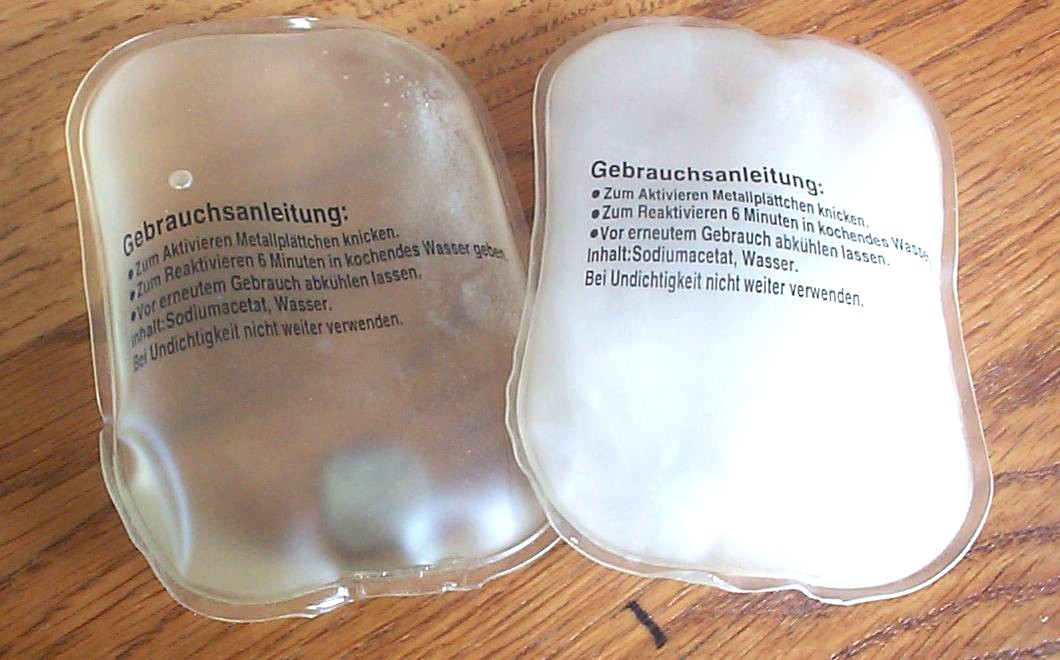
Una almohadilla térmica de acetato de sodio. Cuando la solución de acetato de sodio cristaliza, se calienta.

Un material de cambio de fase (PCM por sus siglas en inglés) es una sustancia que libera/absorbe suficiente energía en una transición de fase para proporcionar calor o frío útil. Por lo general, la transición se produce entre uno de los dos primeros estados fundamentales de la materia (sólido y líquido). La transición de fase también puede darse entre estados no clásicos de la materia, como la conformidad de los cristales, en la que el material pasa de ajustarse a una estructura cristalina a ajustarse a otra, que puede ser un estado de mayor o menor energía.
La energía liberada/absorbida por la transición de fase de sólido a líquido, o viceversa, el calor de fusión es generalmente mucho mayor que el calor sensible. El hielo, por ejemplo, requiere 333,55 J/g para fundirse, pero entonces el agua subirá un grado más con la adición de sólo 4,18 J/g. El agua/hielo es, por tanto, un material de cambio de fase muy útil y se ha utilizado para almacenar el frío invernal y enfriar los edificios en verano al menos desde la época del Imperio Aqueménida.
Al fundirse y solidificarse a la temperatura de cambio de fase (TCP), un PCM es capaz de almacenar y liberar grandes cantidades de energía en comparación con el almacenamiento de calor sensible. El calor se absorbe o se libera cuando el material pasa de sólido a líquido y viceversa o cuando cambia la estructura interna del material; por ello, los PCM se denominan materiales de almacenamiento de calor latente (LHS). 
Hay dos clases principales de materiales de cambio de fase: los materiales orgánicos (que contienen carbono) derivados del petróleo, de plantas o de animales; y los hidratos de sal, que generalmente utilizan sales naturales del mar o de depósitos minerales o son subproductos de otros procesos. Una tercera clase es el cambio de fase sólido a sólido.
Los PCM se utilizan en muchas aplicaciones comerciales diferentes en las que se requiere almacenamiento de energía y/o temperaturas estables, incluyendo, entre otras, almohadillas térmicas, refrigeración para cajas de conmutación telefónica y ropa.
El mayor mercado potencial es, con diferencia, el de la calefacción y refrigeración de edificios. En este ámbito de aplicación, los PCM tienen potencial a la luz de la progresiva reducción del coste de la electricidad renovable, unida a la naturaleza intermitente de dicha electricidad. Esto puede provocar un desajuste entre los picos de demanda y la disponibilidad de suministro. En Norteamérica, China, Japón, Australia, el sur de Europa y otros países desarrollados con veranos calurosos, el pico de suministro se produce al mediodía, mientras que el pico de demanda se sitúa en torno a las 17:00 y las 20:00 horas. Esto crea oportunidades para los medios de almacenamiento térmico.
Los materiales de cambio de fase sólido-líquido suelen encapsularse para su instalación en la aplicación final, para contenerlos en estado líquido. En algunas aplicaciones, especialmente cuando se requiere la incorporación a textiles, los materiales de cambio de fase se microencapsulan. La microencapsulación permite que el material permanezca sólido, en forma de pequeñas burbujas, cuando el núcleo de PCM se ha fundido. 

## Características y clasificación
El almacenamiento de calor latente puede lograrse mediante cambios en el estado de la materia de líquido→sólido, sólido→líquido, sólido→gas y líquido→gas. Sin embargo, sólo los cambios de fase sólido→líquido y líquido→sólido son prácticos para los PCM. Aunque las transiciones líquido-gas tienen un mayor calor de transformación que las transiciones sólido-líquido, los cambios de fase líquido→gas no son prácticos para el almacenamiento térmico porque se requieren grandes volúmenes o altas presiones para almacenar los materiales en su fase gaseosa. Los cambios de fase sólido-sólido suelen ser muy lentos y tienen un calor de transformación relativamente bajo.
Inicialmente, los PCM sólido-líquido se comportan como materiales de almacenamiento de calor sensible (SHS); su temperatura aumenta a medida que absorben calor. Sin embargo, a diferencia de los materiales SHS convencionales, cuando los PCM alcanzan su temperatura de cambio de fase (su punto de fusión) absorben grandes cantidades de calor a una temperatura casi constante hasta que todo el material se funde. Cuando la temperatura ambiente alrededor de un material líquido desciende, el PCM se solidifica, liberando su calor latente almacenado. Existe un gran número de PCM en cualquier intervalo de temperatura necesario, desde -5 hasta 190 °C. Dentro del intervalo de confort humano entre 20 y 30 °C, algunos PCM son muy eficaces, ya que almacenan más de 200 kJ/kg de calor latente, frente a una capacidad calorífica específica de alrededor de un kJ/(kg*°C) para la mampostería. Por tanto, la densidad de almacenamiento puede ser 20 veces superior a la de la mampostería por kg si se admite una oscilación de temperatura de 10 °C. Sin embargo, como la masa de la mampostería es muy superior a la del PCM, esta capacidad calorífica específica (por masa) queda algo compensada. Un muro de mampostería puede tener una masa de 200 kg/m2, por lo que para duplicar la capacidad calorífica se necesitarían 10 kg/m2 adicionales de PCM. 

### PCM orgánicos

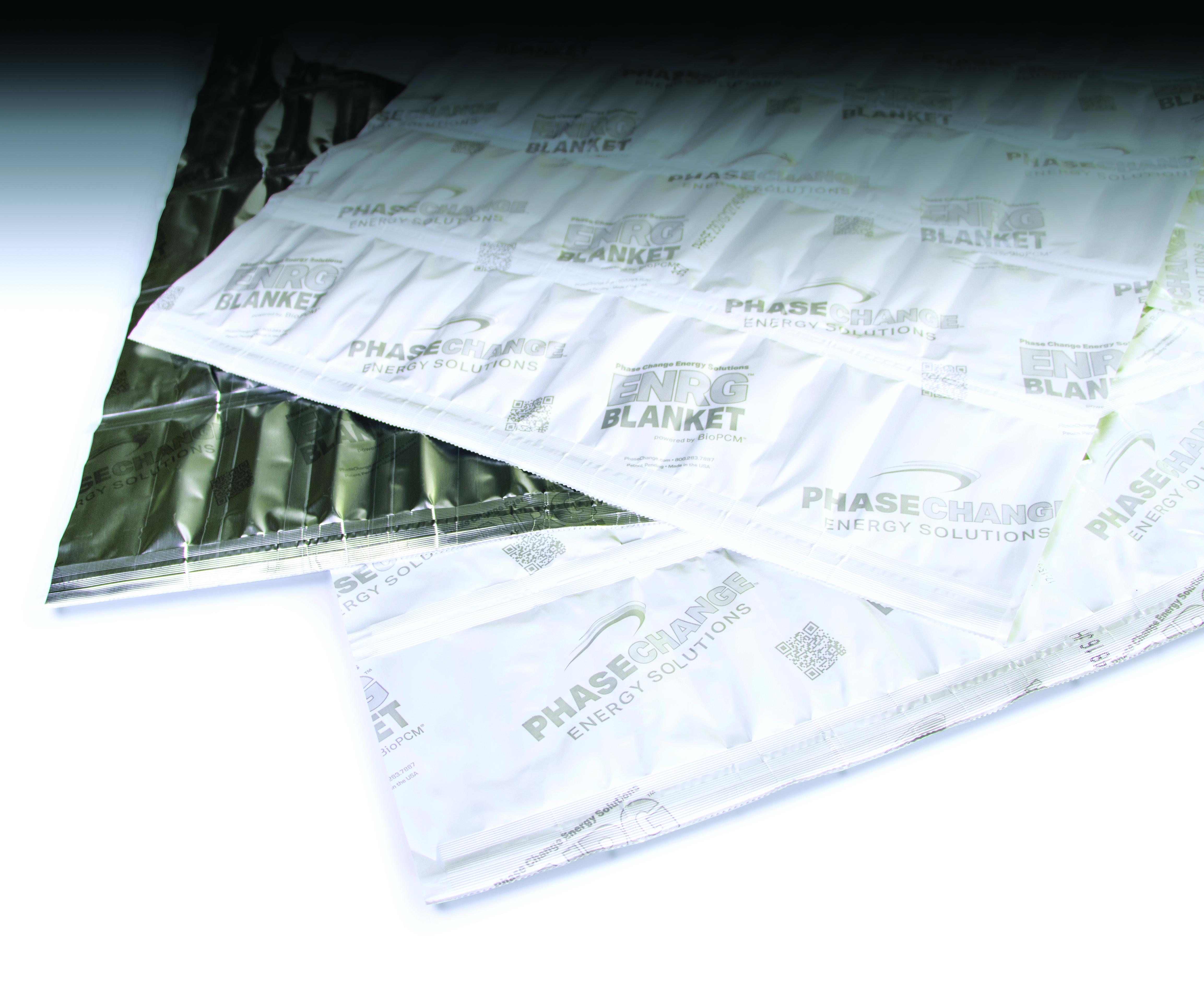
Ejemplo de PCM orgánico de base biológica en un encapsulado de poli/lámina para una mayor durabilidad en aplicaciones de construcción, donde funciona para reducir el consumo de energía de calefacción, ventilación y aire acondicionado y aumentar el confort de los ocupantes.

Hidrocarburos, principalmente parafinas (CnH2n+2) y lípidos, pero también alcoholes de azúcar. Otro ejemplo de material de cambio de fase en esta categoría es la  cera de abejas. 
- Ventajas
  - Congelación sin mucho sobreenfriamiento
  - Capacidad de fusión congruente
  - Propiedades autonucleantes
  - Compatibilidad con materiales de construcción convencionales
  - Sin segregación
  - Químicamente estable
  - Seguro y no reactivo
- Desventajas
  - Baja conductividad térmica en estado sólido. Se requieren altas tasas de transferencia de calor durante el ciclo de congelación. Se ha observado que los nanocompuestos aumentan la conductividad térmica efectiva hasta un 216 %.[8][9]
  - La capacidad volumétrica de almacenamiento de calor latente puede ser baja.
  - Inflamable. Esto puede paliarse parcialmente mediante un confinamiento especializado.

### Inorgánicos
Hidratos de sal (MxNy·nH2O)
- Ventajas
  - Elevada capacidad volumétrica de almacenamiento de calor latente
  - Disponibilidad y bajo coste
  - Punto de fusión elevado
  - Alta conductividad térmica
  - Alto calor de fusión
  - No inflamable
  - Sostenibilidad

- Desventajas
  - Es difícil evitar la fusión incongruente y la separación de fases al ciclar, lo que puede causar una pérdida significativa de entalpía de calor latente.[11]
  - Puede ser corrosivo para muchos otros materiales, como los metales.[12][13][14] Esto puede superarse utilizando únicamente emparejamientos específicos de metal y PCM o encapsulándolos en pequeñas cantidades en plástico no reactivo.
  - El cambio de volumen es muy elevado en algunas mezclas
  - El superenfriamiento puede ser un problema en la transición sólido-líquido, lo que hace necesario el uso de agentes nucleantes que pueden dejar de funcionar tras repetidos ciclos

### Materiales higroscópicos

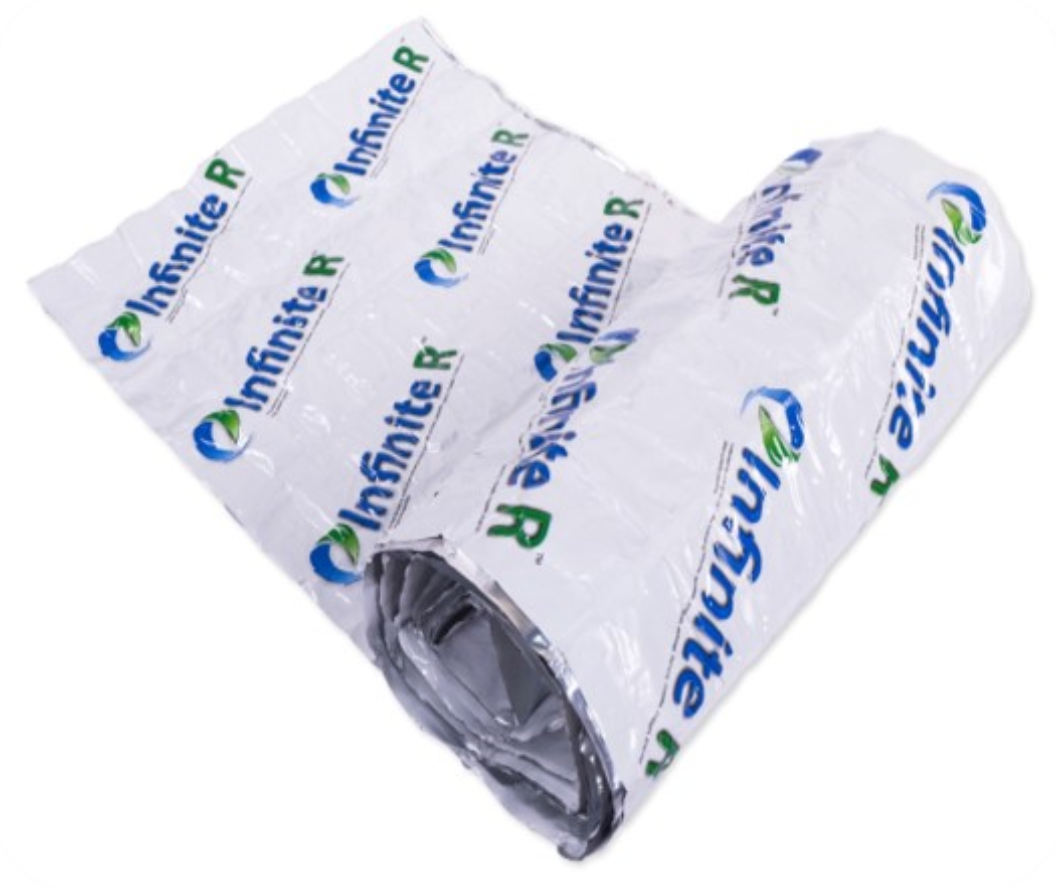
Ejemplo: PCM de hidrato de sal eutéctica con agentes de nucleación y gelificación para una estabilidad térmica a largo plazo y durabilidad física de la macroencapsulación de lámina termoplástica. Aplicado a la estabilización pasiva de la temperatura para ahorrar energía en la climatización de edificios.

Muchos materiales de construcción naturales son higroscópicos, es decir, pueden absorber (el agua se condensa) y liberar agua (el agua se evapora). El proceso es el siguiente
- Condensación (de gas a líquido) ΔH<0; la entalpía disminuye (proceso exotérmico) desprende calor.
- Vaporización (líquido a gas) ΔH>0; la entalpía aumenta (proceso endotérmico) absorbe calor (o enfría).

Aunque este proceso libera una pequeña cantidad de energía, las grandes superficies permiten un calentamiento o enfriamiento significativo (1-2 °C) en los edificios. Los materiales correspondientes son el aislamiento de lana y los acabados de tierra/arcilla.

### PCM sólidos
Grupo especializado de PCM que experimentan una transición de fase sólido/sólido con la consiguiente absorción y liberación de grandes cantidades de calor. Estos materiales cambian su estructura cristalina de una configuración reticular a otra a una temperatura fija y bien definida, y la transformación puede implicar calores latentes comparables a los de los PCM sólidos/líquidos más eficaces. Estos materiales son útiles porque, a diferencia de los PCM sólidos/líquidos, no requieren nucleación para evitar el sobreenfriamiento. Además, al tratarse de un cambio de fase sólido/sólido, no se produce ningún cambio visible en el aspecto del PCM, y no hay problemas asociados a la manipulación de líquidos, por ejemplo, contención, posibles fugas, etc. Actualmente, el rango de temperatura de las soluciones PCM sólido-sólido abarca desde -50 °C (-58 °F) hasta +175 °C (347 °F).

## Criterios de selección
El material de cambio de fase debe poseer las siguientes propiedades termodinámicas:
- Temperatura de fusión en el intervalo de temperaturas de funcionamiento deseado
- Alto calor latente de fusión por unidad de volumen
- Alto calor específico, alta densidad y alta conductividad térmica
- Pequeños cambios de volumen en la transformación de fase y pequeña presión de vapor a temperaturas de funcionamiento para reducir el problema de contención
- Fusión congruente

Propiedades cinéticas
- Alta tasa de nucleación para evitar el sobreenfriamiento de la fase líquida
- Alta tasa de crecimiento de cristales, para que el sistema pueda satisfacer las demandas de recuperación de calor del sistema de almacenamiento

Propiedades químicas
- Estabilidad química
- Ciclo completo reversible de congelación/fusión
- No se degrada tras un gran número de ciclos de congelación/fusión
- Materiales no corrosivos, no tóxicos, no inflamables y no explosivos

Propiedades económicas
- Bajo coste
- Disponibilidad

## Propiedades termofísicas
Las principales propiedades termofísicas de los materiales de cambio de fase son: Punto de fusión (Tm), Calor de fusión (ΔHfus), Calor específico (cp) (de fase sólida y líquida), Densidad (ρ) (de fase sólida y líquida) y conductividad térmica. A partir de ahí se pueden calcular valores como el cambio de volumen y la capacidad calorífica volumétrica. 

## Tecnología, desarrollo y encapsulación
Los PCM más utilizados son los hidratos de sal, los ácidos grasos y ésteres, y diversas parafinas (como el octadecano). Recientemente también se han investigado los líquidos iónicos como nuevos PCM.
Como la mayoría de las soluciones orgánicas no contienen agua, pueden exponerse al aire, pero todas las soluciones PCM basadas en sales deben encapsularse para evitar la evaporación o absorción de agua. Ambos tipos ofrecen ciertas ventajas e inconvenientes y, si se aplican correctamente, algunas de las desventajas se convierten en ventajas para determinadas aplicaciones.
Se han utilizado desde finales del siglo XIX como medio para aplicaciones de almacenamiento térmico. Se han utilizado en aplicaciones tan diversas como el transporte refrigerado para aplicaciones ferroviarias y por carretera y sus propiedades físicas son, por tanto, bien conocidas.
Sin embargo, a diferencia del sistema de almacenamiento de hielo, los sistemas PCM pueden utilizarse con cualquier enfriadora de agua convencional, tanto para una aplicación nueva como para una adaptación. El cambio de fase de temperatura positivo permite utilizar enfriadoras centrífugas y de absorción, así como los sistemas convencionales de enfriadoras alternativas y de tornillo, o incluso condiciones ambientales más bajas utilizando una torre de refrigeración o un enfriador seco para cargar el sistema TES.
El rango de temperaturas que ofrece la tecnología PCM proporciona un nuevo horizonte para los ingenieros de refrigeración y servicios de construcción en lo que respecta a las aplicaciones de almacenamiento de energía a media y alta temperatura. El ámbito de aplicación de esta energía térmica es muy amplio: calefacción solar, agua caliente, rechazo de calefacción (es decir, torre de refrigeración) y aplicaciones de almacenamiento de energía térmica en circuitos de enfriadores secos. 
Dado que los PCM se transforman entre sólido y líquido en los ciclos térmicos, la encapsulación se convirtió naturalmente en la elección obvia de almacenamiento.
Encapsulación de PCM
- Macroencapsulación: Los primeros desarrollos de macroencapsulación con gran volumen de contención fracasaron debido a la escasa conductividad térmica de la mayoría de los PCM. Los PCM tienden a solidificarse en los bordes de los contenedores, lo que impide una transferencia de calor eficaz.
- Microencapsulación: La microencapsulación, por el contrario, no presentó este problema. Permite incorporar los PCM a materiales de construcción, como el hormigón, de forma fácil y económica. Los PCM microencapsulados también proporcionan un sistema portátil de almacenamiento de calor. Al recubrir un PCM de tamaño microscópico con una capa protectora, las partículas pueden suspenderse dentro de una fase continua como el agua. Este sistema puede considerarse una suspensión de cambio de fase (PCS).
- La encapsulación molecular es otra tecnología, desarrollada por Dupont de Nemours, que permite una concentración muy alta de PCM dentro de un compuesto polimérico. Permite una capacidad de almacenamiento de hasta 515 kJ/m2 para una placa de 5 mm (103 MJ/m3). La encapsulación molecular permite perforar y cortar el material sin que se produzcan fugas de PCM.

Como los materiales de cambio de fase funcionan mejor en recipientes pequeños, suelen dividirse en celdas. Las celdas son poco profundas para reducir la carga estática, basándose en el principio de la geometría de los contenedores poco profundos. El material de envasado debe conducir bien el calor; y debe ser lo suficientemente duradero como para soportar cambios frecuentes en el volumen del material de almacenamiento a medida que se producen los cambios de fase. También debe restringir el paso del agua a través de las paredes, para que los materiales no se sequen (o se encharquen, si el material es higroscópico). El envase también debe resistir las fugas y la corrosión. Los materiales de envasado más comunes que muestran compatibilidad química con los PCM a temperatura ambiente son el acero inoxidable, el polipropileno y la poliolefina.
En el PCM pueden dispersarse nanopartículas como nanotubos de carbono, grafito, grafeno, metal y óxido metálico. Cabe destacar que la inclusión de nanopartículas no sólo alterará la conductividad térmica característica del PCM, sino también otras características, como la capacidad de calor latente, el subenfriamiento, la temperatura de cambio de fase y su duración, la densidad y la viscosidad. El nuevo grupo de PCM se denomina NePCM. Los NePCM pueden añadirse a las espumas metálicas para construir una combinación de conductividad térmica aún mayor.

## Compuestos térmicos
Los compuestos térmicos son combinaciones de materiales de cambio de fase (PCM) y otras estructuras (normalmente sólidas). Un ejemplo sencillo es una malla de cobre sumergida en parafina. La malla de cobre dentro de la parafina puede considerarse un material compuesto, denominado compuesto térmico. Este tipo de materiales híbridos se crean para conseguir propiedades globales o de volumen específicas (un ejemplo es la encapsulación de parafina en distintas nanoesferas de dióxido de silicio para aumentar la relación superficie-volumen y, por tanto, las velocidades de transferencia de calor ).
La conductividad térmica es una propiedad común que se pretende maximizar mediante la creación de compuestos térmicos. En este caso, la idea básica es aumentar la conductividad térmica añadiendo un sólido altamente conductor (como la malla de cobre o el grafito) al PCM relativamente poco conductor, aumentando así la conductividad (térmica) global o de masa. Si se requiere que el PCM fluya, el sólido debe ser poroso, como una malla.
Los compuestos sólidos, como el preimpregnado de fibra de vidrio o kevlar para la industria aeroespacial, suelen referirse a una fibra (el kevlar o el vidrio) y una matriz (el pegamento, que se solidifica para sujetar las fibras y proporcionar resistencia a la compresión). Un compuesto térmico no está tan claramente definido, pero podría referirse de forma similar a una matriz (sólida) y el PCM, que, por supuesto, suele ser líquido y/o sólido en función de las condiciones. 

## Aplicaciones
Las aplicaciones de los materiales de cambio de fase incluyen, entre otras:
- Almacenamiento de energía térmica, como el FlexTherm Eco[27] de Flamco.
- Cocina solar
- Batería de energía fría
- Acondicionamiento de edificios, como el "almacenamiento de hielo
- Refrigeración de motores térmicos y eléctricos
- Refrigeración: alimentos, bebidas, café, vino, productos lácteos, invernaderos
- Retraso de la formación de hielo y escarcha en superficies[28]
- Aplicaciones médicas: transporte de sangre, mesas de operaciones, terapias de frío-calor, tratamiento de la asfixia al nacer[29][30]
- Refrigeración del cuerpo humano bajo ropa o trajes voluminosos.
- Recuperación de calor residual
- Utilización fuera de horas punta: Calentamiento de agua caliente y refrigeración
- Sistemas de bomba de calor
- Almacenamiento pasivo en edificios/arquitecturas bioclimáticas (HDPE, parafina)
- Suavización de picos de temperatura exotérmicos en reacciones químicas
- Centrales solares
- Sistemas térmicos de naves espaciales
- Confort térmico en vehículos
- Protección térmica de dispositivos electrónicos
- Protección térmica de alimentos: transporte, hostelería, helados, etc.
- Textiles utilizados en prendas de vestir
- Refrigeración de ordenadores
- Refrigeración de entrada de turbina con almacenamiento de energía térmica
- Refugios de telecomunicaciones en regiones tropicales. Protegen los equipos de alto valor del refugio manteniendo la temperatura del aire interior por debajo de la máxima admisible mediante la absorción del calor generado por equipos que consumen mucha energía, como un subsistema de estación base. En caso de fallo eléctrico de los sistemas de refrigeración convencionales, los PCM reducen al mínimo el uso de generadores diésel, lo que puede traducirse en un enorme ahorro en miles de emplazamientos de telecomunicaciones en los trópicos.

## Cuestiones de fuego y seguridad
Algunos materiales de cambio de fase están suspendidos en agua y son relativamente no tóxicos. Otros son hidrocarburos u otros materiales inflamables, o son tóxicos. Como tales, los PCM deben seleccionarse y aplicarse con mucho cuidado, de acuerdo con los códigos de incendios y construcción y las prácticas de ingeniería adecuadas. Debido al mayor riesgo de incendio, la propagación de las llamas, el humo, el potencial de explosión cuando se mantienen en contenedores y la responsabilidad civil, puede ser aconsejable no utilizar PCM inflamables en edificios residenciales u otros edificios ocupados regularmente. Los materiales de cambio de fase también se están utilizando en la regulación térmica de la electrónica.

## Otras lecturas
- Raoux, S. (2009). «Phase Change Materials». Annual Review of Materials Research 39: 25-48. Bibcode:2009AnRMS..39...25R. doi:10.1146/annurev-matsci-082908-145405.
- Phase Change Matters (blog industrial)